# Lithocarpus pusillus
Lithocarpus pusillus är en bokväxtart som beskrevs av Engkik Soepadmo. Lithocarpus pusillus ingår i släktet Lithocarpus och familjen bokväxter. Inga underarter finns listade.